# Incendio del Real Alcázar de Madrid

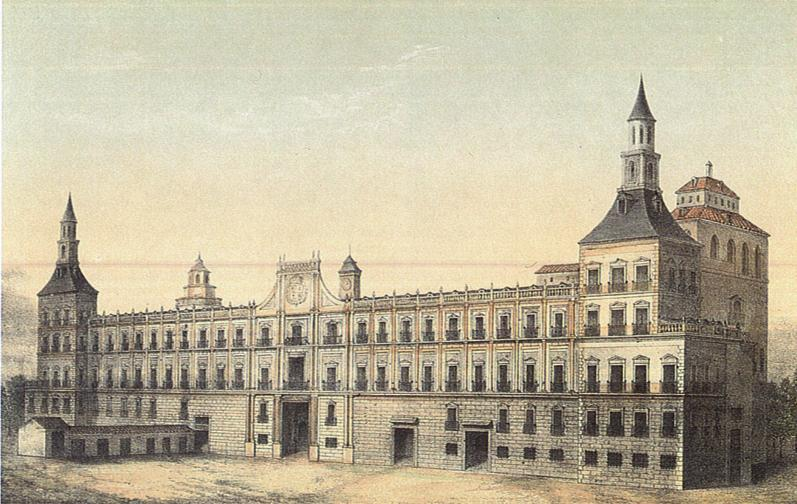
El Real Alcázar de Madrid hacia 1710.

El incendio del Real Alcázar de Madrid fue un siniestro que destruyó por completo el Real Alcázar de Madrid, salvo por la Casa del Tesoro, entre la Nochebuena y el día de Navidad de 1734. Solo hubo una víctima mortal del incendio, una mujer. Aunque se pudieron salvar las joyas más emblemáticas de la Corona, como la perla Peregrina y el diamante El Estanque y 1038 obras de arte, más de 500 lienzos desaparecieron en el incendio, junto con numerosos documentos pertenecientes al Archivo de las Indias, bulas pontificias y otros papeles de Estado, además de innumerables estatuas y esculturas de madera, mármol, bronce, etc., y toda la colección de música sacra de la Capilla Real. También se perdieron por completo las llamadas «colecciones americanas». Otras importantes pérdidas incluyen numerosos frescos realizados por maestros como Angelo Michele Colonna y Agostino Mitelli.
El Real Alcázar, además de ser la residencia oficial de la Familia Real española, siendo en aquel entonces rey Felipe V, albergaba una gran colección de obras de arte, incluyendo unos 2000 cuadros de pintores destacados, piezas de orfebrería de ornamentos religiosos y piedras preciosas, además de muchas reliquias procedentes de tiempos de Felipe II. Adquisiciones más recientes incluían obras de Tiziano, Tintoretto, Ribera, Durero, Leonardo y Brueghel.
A los cuatro años del incendio, empezaron en el solar del antiguo alcázar las obras para la construcción del actual Palacio Real de Madrid, del arquitecto italiano, Filippo Juvara, e inspirado en uno de los diseños de Bernini para el Palacio del Louvre de París.
Por otra parte, es conocido que a Felipe V, nacido en el Palacio de Versalles, no le gustaba el Alcázar, y el hecho de que la familia real, que normalmente celebraba los maitines de Nochebuena en la Capilla Real del Alcázar, se encontrase fuera al tiempo de declararse el incendio, ligado con el traslado previo de algunas obras de arte al Palacio del Buen Retiro —que se convirtió en la residencia oficial del monarca hasta terminarse las obras de construcción del nuevo palacio—, dejaron algunas dudas respecto a las causas del siniestro.

## El incendio
Se piensa que el incendio se originó en los aposentos del pintor de Corte Jean Ranc, donde, al parecer, mozos de palacio se habían embriagado al calor de la festividad navideña, desatendiendo en su extravío a una furiosa chimenea holgada de leños ardientes, y se propagó rápidamente. Fue detectado sobre las doce y cuarto de la noche, cuando la guardia vio llamas en el lienzo de la Priora, a poniente. El tañido de las campanas del convento de San Gil que alertaron en señal de incendio, se confundieron con la llamada para la Misa del Gallo.
Las obras que se salvaron se trasladaron a las Casas Arzobispales (del Arzobispo de Toledo) y en las Casas de Bedmar (del marqués de Bedmar), al Convento Real de San Gil, a la Armería y a las iglesias y otras casas cercanas.
El 28 de diciembre, por orden del marqués de Villena, se elaboró un inventario de las pinturas rescatadas —«libertado del fuego»—.
Por otra parte, existen dudas sobre la presencia, o no, en el Alcázar de algunas obras que se suponen dañadas por el fuego, como es el caso de La fábula de Aracne, de Velázquez (Museo del Prado, Madrid).

## Salón de los Espejos
Las obras más importantes del Alcázar se encontraban en el Salón Nuevo o Salón de los Espejos, en el centro de la fachada sur del edificio. Los primeros cuadros en ocupar la estancia fueron unos tizianos traídos desde el Palacio del Pardo y los expresamente encargados para el salón que trajo Rubens a Madrid en 1628.
Allí se encontraban obras como La Religión socorrida por España, Felipe II ofreciendo al cielo al infante don Fernando y El emperador Carlos V a caballo en Mühlberg (todas ellas en el Prado, Madrid), junto con otros retratos ecuestres; de Felipe IV por Diego Velázquez y Pedro Pablo Rubens (del que existe una copia en la Galería Uffizi de Florencia) y de Carlos II por Luca Giordano, estos tres últimos retratos desaparecidos.
De los doce leones de bronce dorado que Velázquez, por deseo de Felipe IV, encargó a Matteo Bonuccelli, y que decoraron los seis bufetes del Salón de los Espejos, se salvaron once.

## Obras rescatadas
Lista no completa.
| Autor                                 | Título                                   | Imagen | Ubicación actual                                             | Referencias         |
| ------------------------------------- | ---------------------------------------- | ------ | ------------------------------------------------------------ | ------------------- |
| Arcimboldo, Giuseppe                  | La Primavera                             |        | Real Academia de Bellas Artes de San Fernando, Madrid        | [ 17 ]              |
| Caravaggio (Michelangelo Merisi)      | Salomé con la cabeza del Bautista        |        | Palacio Real, Madrid                                         | [ 18 ] [ 19 ]       |
| Carracci, Anibale                     | Venus, Adonis y Cupido                   |        | Museo Nacional del Prado, Madrid                             | [ 20 ] [ 21 ]       |
| Correggio (Antonio Allegri)           | La Virgen del canastillo                 |        | National Gallery, Londres                                    | [ 22 ]              |
| Durero, Alberto                       | Adán                                     |        | Museo Nacional del Prado, Madrid                             | [ 23 ]              |
| Durero, Alberto                       | Autorretrato                             |        | Museo Nacional del Prado, Madrid                             | [ 24 ]              |
| Durero, Alberto                       | Eva                                      |        | Museo Nacional del Prado, Madrid                             | [ 25 ]              |
| Durero, Alberto                       | Retrato de hombre                        |        | Museo Nacional del Prado, Madrid                             | [ 26 ]              |
| Luini, Bernardino                     | El Niño Jesús, san Juanito y el cordero  |        | National Gallery of Canada, Ottawa                           | [ 27 ]              |
| Luini, Bernardino                     | Salomé recibiendo la cabeza del Bautista |        | Museo Nacional del Prado, Madrid                             | [ 28 ]              |
| Mantegna, Andrea                      | El Tránsito de la Virgen                 |        | Museo Nacional del Prado, Madrid                             | [ 29 ]              |
| Parmigianino (copia)                  | Cupido labrando su arco                  |        | Museo Nacional del Prado, Madrid                             | [ 30 ]              |
| Reni, Guido                           | Cristo resucitado abrazado a la cruz     |        | Real Academia de Bellas Artes de San Fernando, Madrid        | [ 31 ] [ 32 ]       |
| Reni, Guido                           | Hipómenes y Atalanta                     |        | Museo Nacional del Prado, Madrid                             | [ 33 ]              |
| Reni, Guido                           | Muchacha con una rosa                    |        | Museo Nacional del Prado, Madrid                             | [ 34 ]              |
| Ribera, José de                       | Cabeza de San Juan Bautista              |        | Real Academia de Bellas Artes de San Fernando, Madrid        | [ 35 ]              |
| Rubens, Pedro Pablo                   | La Adoración de los Magos                |        | Museo Nacional del Prado, Madrid                             | [ 36 ]              |
| Rubens, Pedro Pablo                   | Las tres Gracias                         |        | Museo Nacional del Prado, Madrid                             | [ 37 ]              |
| Teniers II, David                     | Escena de taberna                        |        | Palacio Real, Madrid                                         | [ 38 ]              |
| Tintoretto (Jacopo Robusti)           | El caballero de la cadena de oro         |        | Museo Nacional del Prado, Madrid                             | [ 39 ]              |
| Tintoretto (Jacopo Robusti)           | El rapto de Helena                       |        | Museo Nacional del Prado, Madrid                             | [ 40 ]              |
| Vecellio di Gregorio, Tiziano         | Carlos V en Mühlberg                     |        | Museo Nacional del Prado, Madrid                             | [ 3 ] [ 15 ]        |
| Vecellio di Gregorio, Tiziano         | La bacanal de los andrios                |        | Museo Nacional del Prado, Madrid                             | [ 41 ]              |
| Vecellio di Gregorio, Tiziano         | La emperatriz Isabel de Portugal         |        | Museo Nacional del Prado, Madrid                             | [ 42 ]              |
| Vecellio di Gregorio, Tiziano         | Ofrenda a Venus                          |        | Museo Nacional del Prado, Madrid                             | [ 41 ]              |
| Vecellio di Gregorio, Tiziano         | Venus del espejo                         |        | Desconocido; expoliada durante la Guerra de la Independencia | [ 43 ]              |
| Velázquez, Diego Rodríguez de Silva y | La última cena                           |        | Real Academia de Bellas Artes de San Fernando, Madrid        | [ 44 ] [ 45 ]       |
| Velázquez, Diego Rodríguez de Silva y | Las meninas                              |        | Museo Nacional del Prado, Madrid                             | [ 3 ] [ 46 ] [ 47 ] |
| Vinci, Leonardo da (taller)           | La Gioconda o Mona Lisa                  |        | Museo Nacional del Prado, Madrid                             | [ 48 ] [ 49 ]       |

- Retrato de María Teresa de Austria, esposa de Luis XIV, atribuido a Pierre Mignard[50] (Real Academia de Bellas Artes de San Fernando, Madrid)
- El bufón el Primo de Velázquez[51] (Prado, Madrid)
- La fábula de Aracne de Velázquez[13][52] (Prado, Madrid)
- Mercurio y Argos de Velázquez[2] (Prado, Madrid; la única de las cuatro pinturas mitológicas pintadas por Velázquez para el salón que sobrevivió)[13]

Además de estas, también lograron sobrevivir otras pinturas de Caravaggio, Durero, Murillo, Rafael, Ribera, Rubens, Tinttoreto, o Veronese, entre otros. En total, aproximadamente mil obras pudieron ser rescatadas, mientras que más de 500 pinturas quedaron reducidas a escombros.

## Obras desaparecidas o destruidas

### Luca Giordano
- Retrato ecuestre de Carlos II[2] (un supuesto boceto preparatorio para la obra, realizado por el propio Giordano, se conserva en el Museo del Prado)[53]

### El Greco
- Laocoonte[54] (El Greco realizó al menos tres cuadros sobre este tema, uno de los cuales se encuentra en la National Gallery of Art de Washington D. C.)[55]

### Hans Holbein el Joven
- Erasmo de Róterdam[56] (no obstante, los inventarios no lo atribuían del todo seguro a él; se conservan otros retratos del humanista ejecutados por el propio Holbein, el más famoso de ellos en el Musée du Louvre de París)[57]

### Leonardo
- Batalla[58] (en los inventarios, atribuida a)

### Giulio Cesare Procaccini
- Andrómeda[59]
- Sansón cuando le sacaron los ojos[60]

### Rafael
- Autorretrato[56] (se conservan al menos otros cuatro autorretratos del pintor, uno de los cuales se encuentra en la Galería Uffizi de Florencia)[61]

### Ribera
- Eneas y Anquises[62]
- Jael y Sísara[63]
- Platón[64]

### Pedro Pablo Rubens

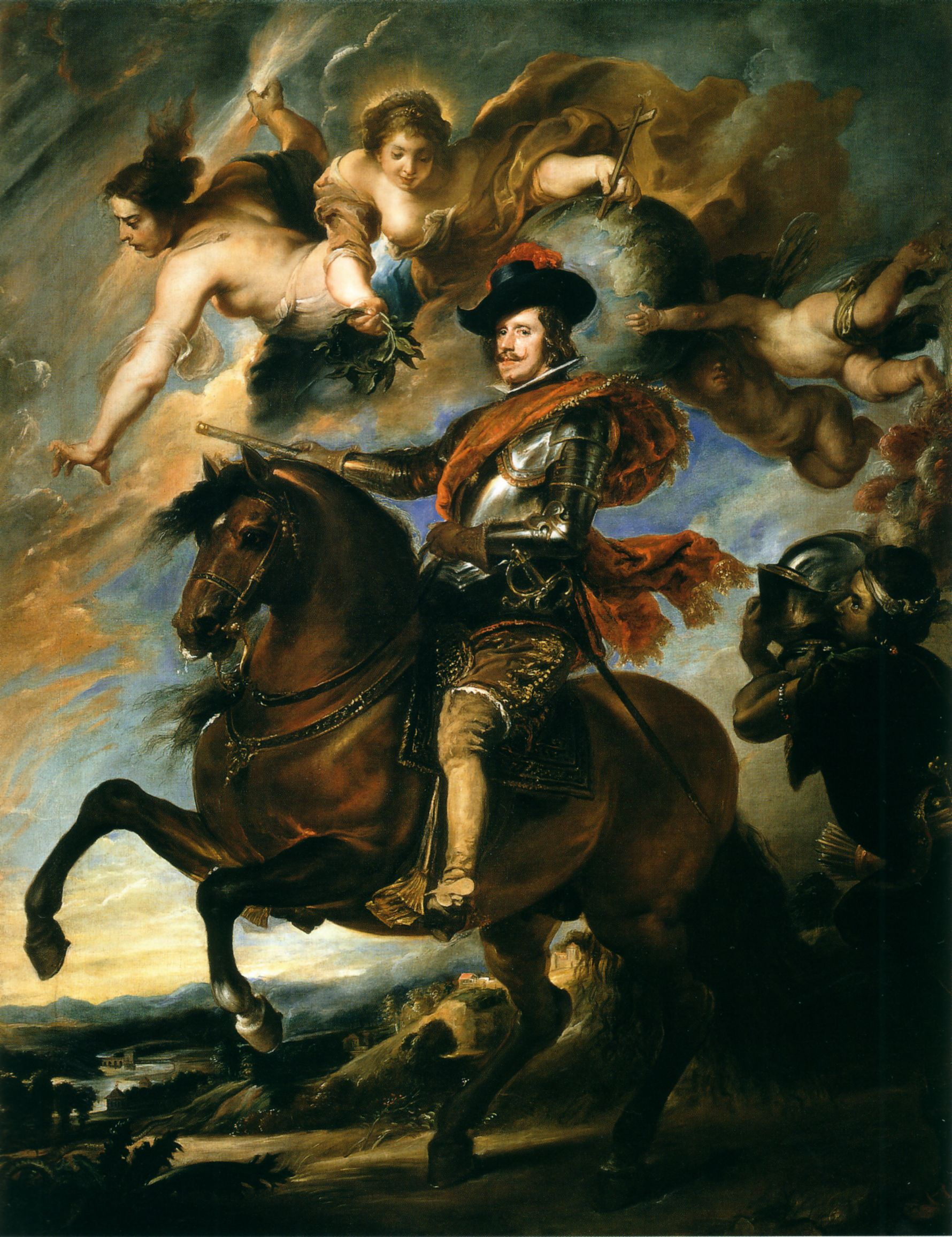
Retrato ecuestre de Felipe IV (copia de la obra original de Rubens). Posiblemente realizada por Martínez del Mazo, salvo la cabeza del monarca, que según José López-Rey, habría sido ejecutada por Velázquez. Galería Uffizi, Florencia.

- Retrato ecuestre de Felipe IV[2] (existe una copia de Martínez del Mazo en los Uffizi)[16]
- Hércules matando al león de Nemea[66]
- La serpiente de metal[67]
- Muerte de Acteón (en colaboración con Frans Snyders)[68]
- Muerte de Adonis (en colaboración con Frans Snyders)[69]

### Alonso Sánchez Coello
- Autorretrato (otro supuesto autorretrato del pintor, atribuido con reservas, se conserva en el Prado)[70]

### Frans Snyders
- Bodegón de pescados[71]
- Caza de zorras[69]
- Escena de caza[72]

### Massimo Stanzione
- El Niño perdido y hallado en el templo[73]

### Tintoretto
- Autorretrato[74] (se conocen otros tres autorretratos del pintor, uno de ellos en el Philadelphia Museum of Art)[75]
- Autorretrato[76]
- Cabaña de pastores[77]
- Píramo y Tisbe[78]
- Venus y Adonis[78]

### Tiziano
- Baco[79]
- Paisaje[80]
- Serie de los doce Césares. Doce lienzos.
- El tocador de Venus
- Sátiro

### Velázquez
- Psique y Cupido[81]
- Apolo, Adonis y Venus[4]
- Apolo y Marsias[82]
- La expulsión de los moriscos[4] (se conserva un presunto boceto preparatorio del rostro de Felipe III atribuido a Velázquez, donado por William B. Jordan al Museo del Prado a través de la organización benéfica American Friends of the Prado Museum)[83]
- Retrato ecuestre de Felipe IV[2]
- Retrato de dama (paradero desconocido, probablemente dañado en el incendio)[84]

### Veronese
- Damas venecianas[85]